# خوزه فاگنر سیلوا دا لوز
خوزه فاگنر سیلوا دا لوز (به پرتغالی: José Fágner Silva da Luz) مهاجم اهل برزیل است که در شهر اگرستینا-پرنامبوکو و در تاریخ ۲۵ مهٔ ۱۹۸۸ به دنیا آمده‌است.
خوزه فاگنر سیلوا دا لوز در تیم‌های فوتبال Sport سابقهٔ حضور دارد.